# Tornedalianos
Los tornedalianos son descendientes de finlandeses que, en algún momento, se asentaron en las áreas del actual norte de Suecia, cerca del área del Valle del Torne, situado en la frontera entre Suecia y Finlandia y en zonas al oeste de allí.

## Historia
Los tornedalianos emigraron del sur de la actual Finlandia, principalmente de la provincia de Häme y Carelia. Su asentamiento se concentró alrededor del extremo norte del golfo de Botnia y a lo largo de los valles circundantes, pertenecientes a los ríos cercanos (el río Kalix, río Torne y río Kemi). La migración de los tornedalianos comenzó a más tardar a principios del siglo XIV d. C. en áreas poco controladas por rusos y carelios .

## Población
Suecia no distingue grupos minoritarios en los censos de población, pero el número de personas que se identifican como tornedalianos suele estimarse entre 30.000 y 150.000. Las estimaciones se complican por el hecho de lo remota que es el área de Tornedalen y al encontrarse escasamente poblada. En 2006, se llevó a cabo en Suecia una gran encuesta sobre los hablantes del idioma finés y/o tornedaliano. El resultado fue que 469.000 personas en Suecia afirman entender/hablar finlandés y/o tornedaliano. A su vez, se estima que los que pueden hablar/entender el idioma tornedaliano, corresponden entre 150.000 y 175.000 personas.

## Literatura
Bengt Pohjanen es un autor sueco de origen tornedaliano que ha escrito la primera novela en meänkieli. También ha escrito dramas, guiones, canciones y ópera con el uso de esta variante del idioma finés.
La novela Populärmusik från Vittula (Música popular de Vittula) publicada el año 2000 del autor tornedaliano Mikael Niemi se hizo muy popular tanto en Suecia como en Finlandia. La novela está compuesta por coloridas historias de la vida cotidiana en el pueblo tornedaliano de Pajala. La novela ha sido adaptada para varias producciones teatrales y como película en 2004.

## Bandera
La bandera de los tornedalianos está compuesta por tres franjas horizontales de color amarillo, blanco y azul.